# Hijo del miedo
Hijo del Miedo es el tercer álbum (y primer EP) del grupo de metal español Stravaganzza, y fue lanzado el 5 de mayo de 2006. Hijo del Miedo es el último trabajo grabado con la formación original, con la cual se grabó Primer Acto y Sentimientos (Segundo Acto), ya que para Réquiem (Tercer Acto) Stravaganzza ya no contaba con Edu Fernández y Dani Pérez. El disco contiene remasterizadas dos canciones de sus anteriores álbumes: Dios y Pasión. La nota especial del EP, sin embargo, la pone la exitosa versión del tema de Mecano Hijo de la Luna. En la versión promocional de Hijo del Miedo, el CD contaba con una pista interactiva dónde se incluía el videoclip de Miedo, dicho videoclip en la versión de mercado fue eliminado.
Hay que añadir como curiosidad que el videoclip del tema Hijo de la Luna fue rodado junto a Patricio Babasasa y Carlos Expósito, actuales miembros de Stravaganzza y no con Edu Fernández y Dani Pérez, miembros que grabaron este EP, ya que estos dos abandonaron Stravaganzza antes de rodar dicho videoclip.

## Canciones
1. Dios (versión 2006) 05:38
2. Hijo de la Luna 04:52
3. Pasión (versión orquestal) 06:22
4. Miedo 03:38
5. Pasión 06:25
6. Miedo (videoclip) 03:38

## Miembros
- Leo Jiménez - Voz y guitarra.
- Pepe Herrero - Guitarra y orquestaciones.
- Edu Fernández - Bajo.
- Dani Pérez - Batería.

- Datos: Q5897689